# Frank Baum (Gitarrist)
Frank Baum, auch bekannt unter seinem Künstlernamen Palani (* 29. März 1936 in Nürnberg; † 12. September 2018 in Ebermannsdorf), war ein deutscher Musiker. Er wurde bekannt als Pedal-Steel-Gitarre-Spieler.

## Leben und Werk
Frank Baum wurde 1936 in Nürnberg geboren und studierte nach seinem Schulabschluss am Städtischen Konservatorium Musik. Ab 1953 spielte er diverse Steel-Guitar-Lap-Instrumente. Danach nahm er mit einer Four-Neck Fender String Master und seit 1965 mit einer Pedal Steel Guitar seine musikalische Arbeit auf.
1954 gründete er, inspiriert durch Sendungen des Radiosenders AFN, die Mauna Los Hawaiians und tourte durch die Clubs der europäischen U.S.-Militärbasen. 1966 entstanden die Swinging Cowboys mit Nipso Brantner.
Seit 1975 arbeitete er als Studiomusiker mit den Instrumenten Pedal Steel, Lap Steel, Dobro und Ukulele und konnte auf die Mitwirkung bei über 500 LP- bzw. CD-Produktionen zurückblicken.
Mit dem Komponisten und Arrangeur Willy Ullrich gründete Baum im Jahr 1963 die Kalua Hawaiians, eine Studioband, die bis 1995 bestand und viele LP- und CD-Produktionen veröffentlichte. Mit seiner in den 1980er Jahren aus der Band Train entstandenen Gruppe Country Green gewann er diverse Auszeichnungen. Mit Country Green wurde er auch Hausmusiker der TV-Serie Kilometer 330 mit Jonny Hill. Country Green war die damals erfolgreichste Countryband in Europa. 1987 spielte Country Green als erste europäische Gruppe beim Countryfestival Fan Fair in Nashville, Tennessee (USA).
Auch im Bereich TV war Country Green als Hausband für Countrymusiksendungen bei ARD, MDR, ZDF und RTL fester Bestandteil.
Auf der Aloha Week in Honolulu gehörte er mit seinen Interpretationen hawaiischer Musik zu den Stargästen. „Palani“ ist sein dortiger Künstlername.
Baum arbeitete unter anderem mit den folgenden Interpreten: Jonny Hill, Peter Maffay, Gunter Gabriel, Paola, Mary Roos, Rattlesnake Anny, Rosanne Cash, Bellamy Brothers, Spotnicks, Michael Holm, Boxcar Willie, Joe Sun, Freddy Quinn und Dave Dudley.

## Diskographie (Auszug)
- A Sunday in Laie, Ed. Roses & Friends
- Hawaii, Phonosound
- Best of Frank Baum & Country Green, Phonosound
- Hallo Nachbar, guten Morgen
- Walk on Strings, Crazy Music Records
- Merry Christmas
- Kalua Hawaiians
- Frank „Palani“ Baum & his Kelemania Hawaiians: Hawaii gestern und heute, Phonosound
- Frank „Palani“ Baum & his Kelemania Hawaiians: A Sunday in Laie, Rosewood

### Bücher
- Schule für Pedal Steel Guitar

## Auszeichnungen
- 1986: mit Country Green: EURO COUNTRY MUSIC MASTERS „Golden Star“
- 1992 und 1995: American Country Music Federation, Award „Country Musiker" des Jahres“
- 1995: Aufnahme in die Hall of Fame „Country Music“, Germany
- 2000: Independent Country Music Association, Award „Instrumentalist of the Year“, Germany
- 2001: C-A C-M-F Award „Musiker des Jahres“